# Kalînivșciîna, Ciortkiv
Kalînivșciîna (în ucraineană Калинівщина) este un sat în comuna Bilobojnîțea din raionul Ciortkiv, regiunea Ternopil, Ucraina.

## Demografie
Componența lingvistică a localității Kalînivșciîna
     Ucraineană (98,72%)
     Polonă (1,06%)
     Alte limbi (0,21%)
Conform recensământului din 2001, majoritatea populației localității Kalînivșciîna era vorbitoare de ucraineană (98,72%), existând în minoritate și vorbitori de polonă (1,06%).